# Toucouleur

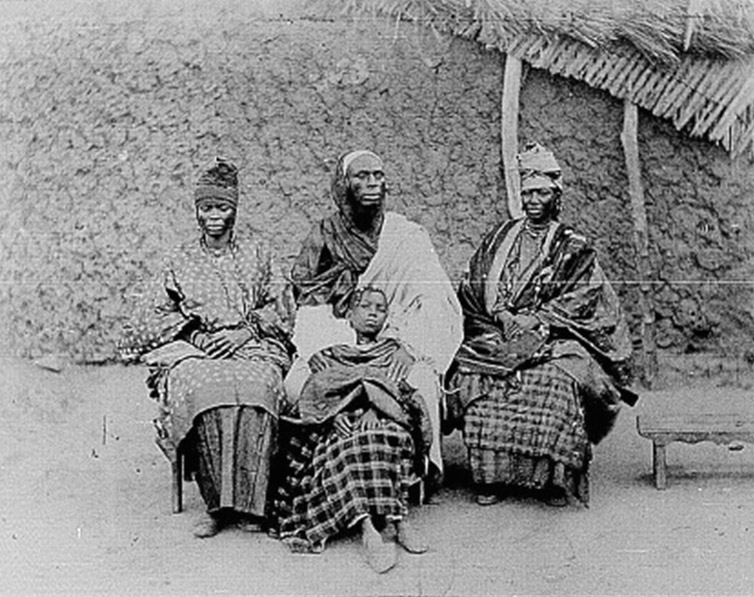
Toucouleurs tolk Alpha Sega met zijn zussen, foto van de missie Borgnis-Desbordes in 1882 in Soedan

De Toucouleur zijn een volk in hoofdzakelijk Noord-Senegal, Zuid-Mauritanië en West-Mali. De Toucouleur zijn verwant aan de Fulbe en spreken Fula. Ze volgen de islam als godsdienst.
De herkomst van de naam is niet zeker. Een uitleg verwijst naar "alle kleuren" uit het Frans; een tweede uitleg verwijst naar het prekoloniale tijdperk en verbindt de naam aan oorspronkelijke inwoners uit het oude rijk Takrur.

## Maatschappij
De Toucouleur noemen zichzelf Haapulaar'en, wat betekent "zij die Fula spreken". De maatschappij is patriarchaal en verdeeld in een strikte hiërarchie, met 12 kasten onderverdeeld in 3 klassen. De meeste Toucouleur zijn akkerbouwer.

### Huwelijk
De bruid viert feest met haar vriendinnen, terwijl de bruidegom naar de moskee gaat om het huwelijk geldig te verklaren. Vervolgens gaat de bruid met haar familie naar het huis van de echtgenoot, waar ze met haar ouders gaat zitten om het huwelijk te bespreken. De dag daarna stelt de tante van de bruid vast of ze nog maagd is en daarna wordt de bruid door haar tante gebaad en gemasseerd. De bruid begroet eerst de dorpsgenoten en dan haar man. Ondertussen wordt het eten bereid en eindigt hiermee het bruiloftsfeest.

## Bekende Toucouleur
- El Hadj Umar Tall (1797-1864), leider van een jihad tegen de Fransen
- Baaba Maal (1953), Senegalees musicus
- Mansour Seck (1955), Senegalees musicus